# Cynomorium coccineum
Cynomorium coccineum és una espècie de planta paràsita perenne de la família Cynomoriaceae, que és una família que compta amb una única espècie, del gènere Cynomorium. Creix en sòls secs o rocosos sovint en llocs salins prop de la costa, també es troba als Països Catalans. A la comarca de l'Alacantí es menja i se la coneix pel nom de «cagalló de frare». Té una àmplia varietat d'usos medicinals tradicionals en països europeus, àrabs i en la medicina tradicional xinesa.

## Descripció
Cynomorium coccineum no té clorofil·la i no pot fer la fotosíntesi. És un geòfit que passa la major part de la seva vida sota terra en forma de rizoma enganxat a les arrels de la seva planta hoste, és un holoparàsit.
La seva inflorescència, de 15 a 30 cm de llargada i de color vermell-fosc o porpra, emergeix a la primavera. Les seves flors són diminutes i de color escarlata. És pol·linitzada per dípters atrets per la seva olor com a carbassa; després de pol·linitzada es torna de color negre. El fruit és una petita núcula.
En la regió mediterrània, Cynomorium és una paràsit de plantes cistàcies tolerants a la sal o bé de la família Amaranthaceae. En altres llocs, parasita Amaranthaceae, Tamaricaceae i a la Xina, Nitrariaceae, especialment Nitraria sibirica.
Diversos estudis filogenètics han deixat clar que Cynomorium no és un membre de la família Balanophoraceae, com es pensava anteriorment a causa del seu estil de vida holoparàsit i d'alguns trets morfològics. De tota manera, la seva classificació no es va aclarir fins al 2016, en què es va fer una seqüenciació massiva, amb mostres d'exemplars de procedències geogràfiques diverses i ara s'ubica Cynomorium en l'ordre Saxifragales, en la família Cynomoriaceae.

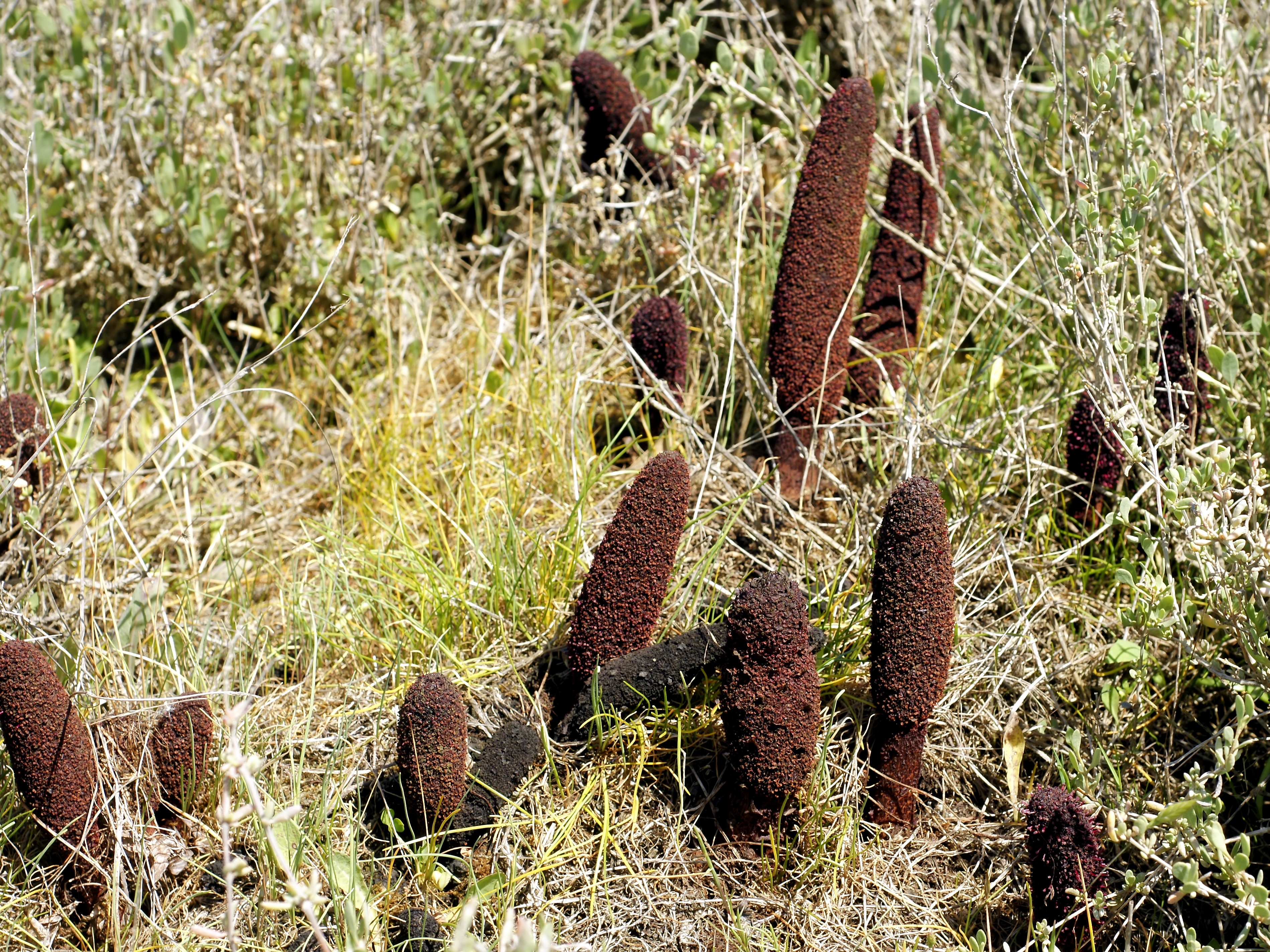
Hàbitat a Sardenya
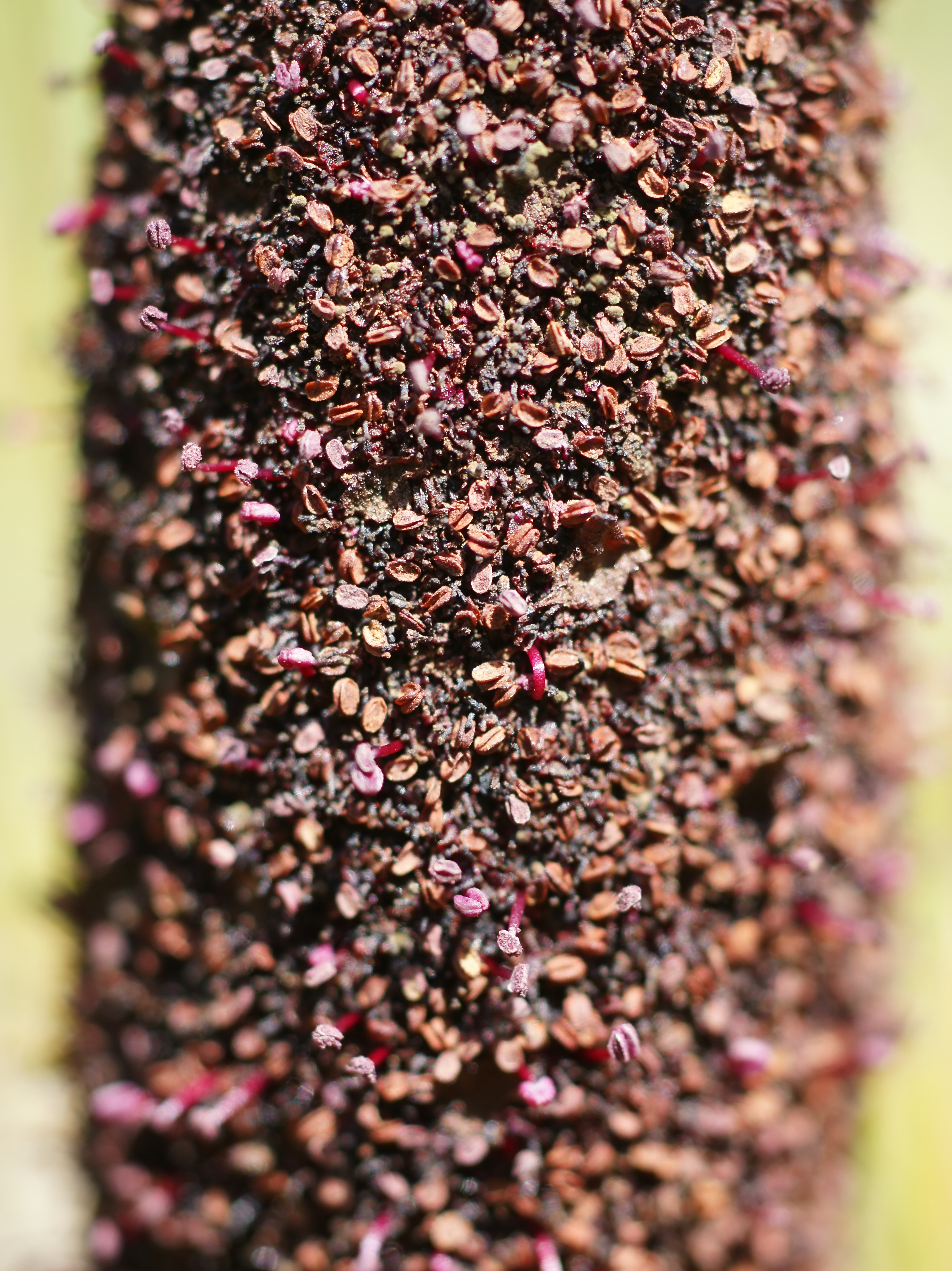
Flors de Cynomorium
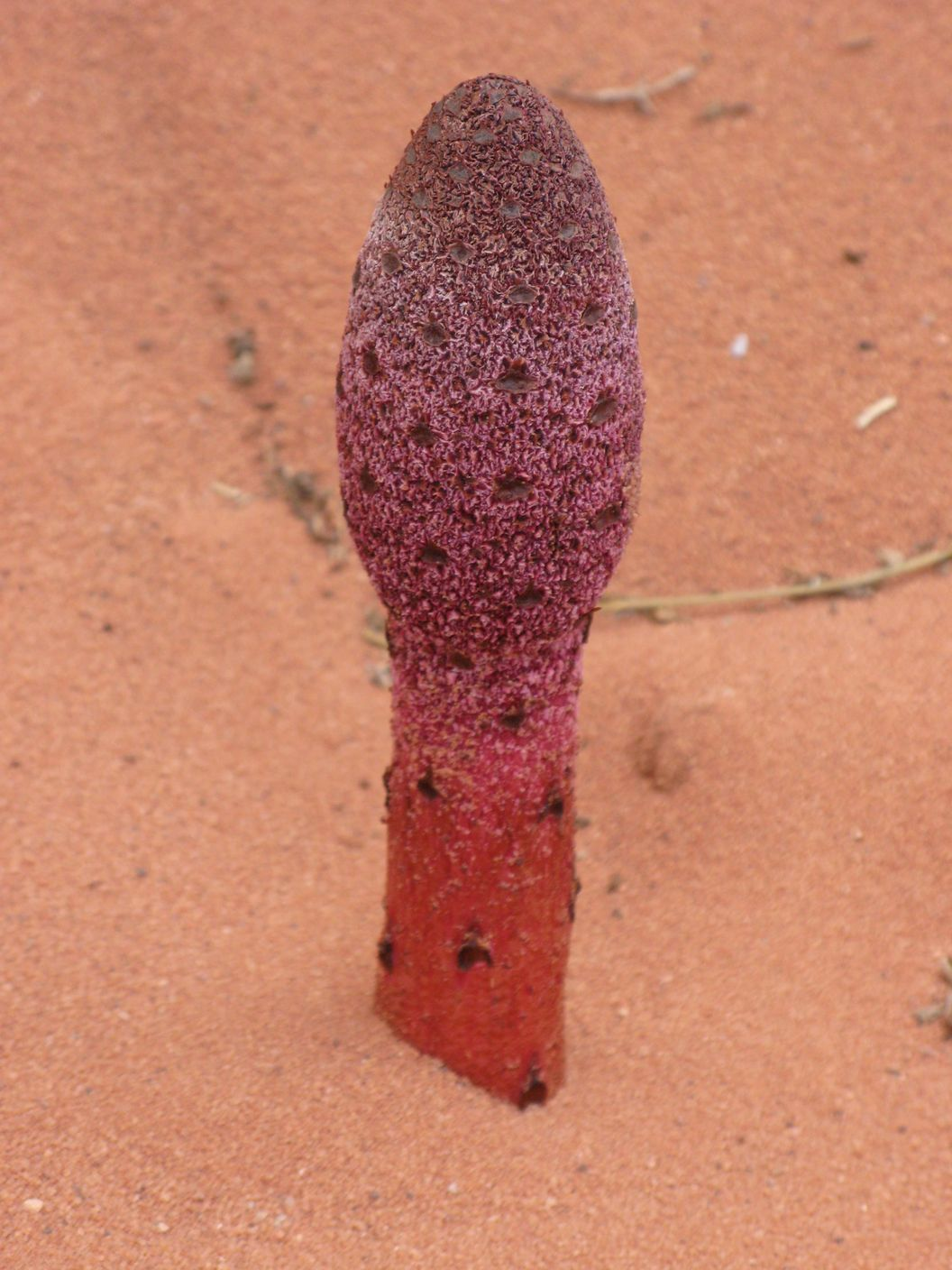
Emergint la inflorescència al desert a Jordània

## Distribució
Avui dia, Cynomorium coccineum es considera una única espècie de l'únic genere de la família Cynomoriaceae. L'espècie comprèn dues subespècies, amb poques diferències morfològiques, però distribució diferent i diferències també en els seus cicles biològics:
Cynomorium coccineum var. coccineum es troba a la regió mediterrània des de Lanzarote i Mauritània a través de Tunísia i Bahrain al sud; Espanya, Portugal, sud d'Itàlia, Sardenya, Sicília, Gozo, Illa de Malta i l'est del Mediterrani. A l'est arriba a Afganistan, Aràbia Saudi i Iran.
Cynomorium coccineum var. songaricum es troba a Àsia central i Mongòlia.

## Història
Sir David Attenborough ha suggerit que, per la «doctrina del signe»", la forma de penis d'aquesta planta va fer pensar que guaria la disfunció erèctil i altres trastorns sexuals.

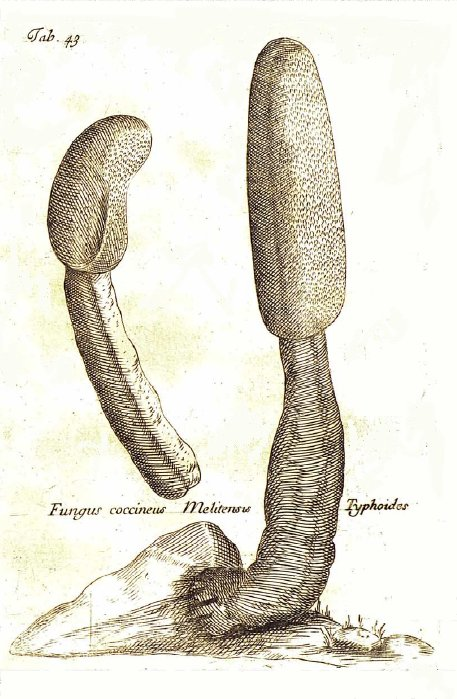
"Fungus coccineus Melitensis Typhoides" de Icones et Descriptiones rariarum plantarum…, Paolo Boccone (1674)
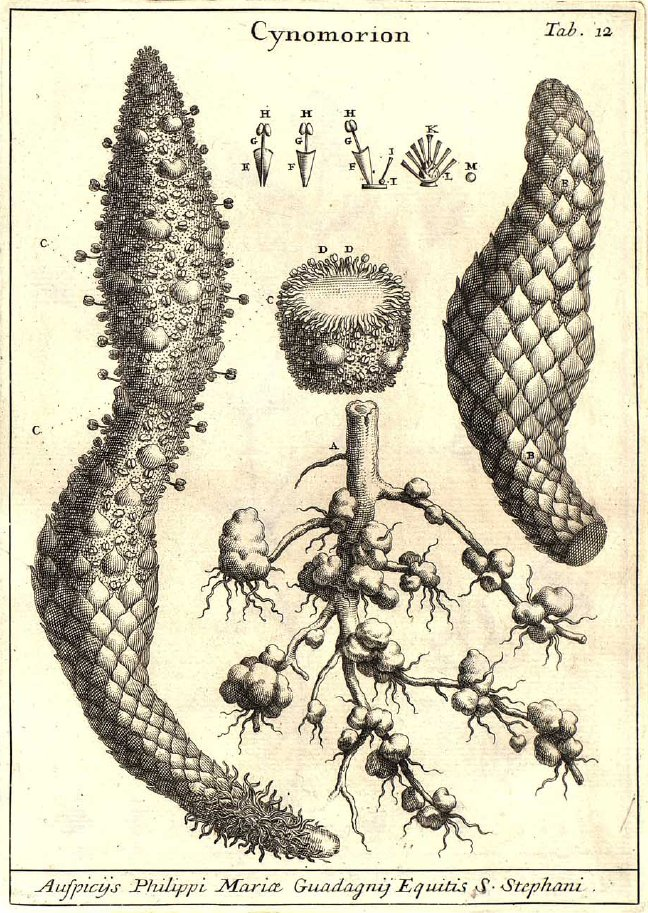
"Cynomorion" de Nova plantarum genera, Pier Antonio Micheli (1729)
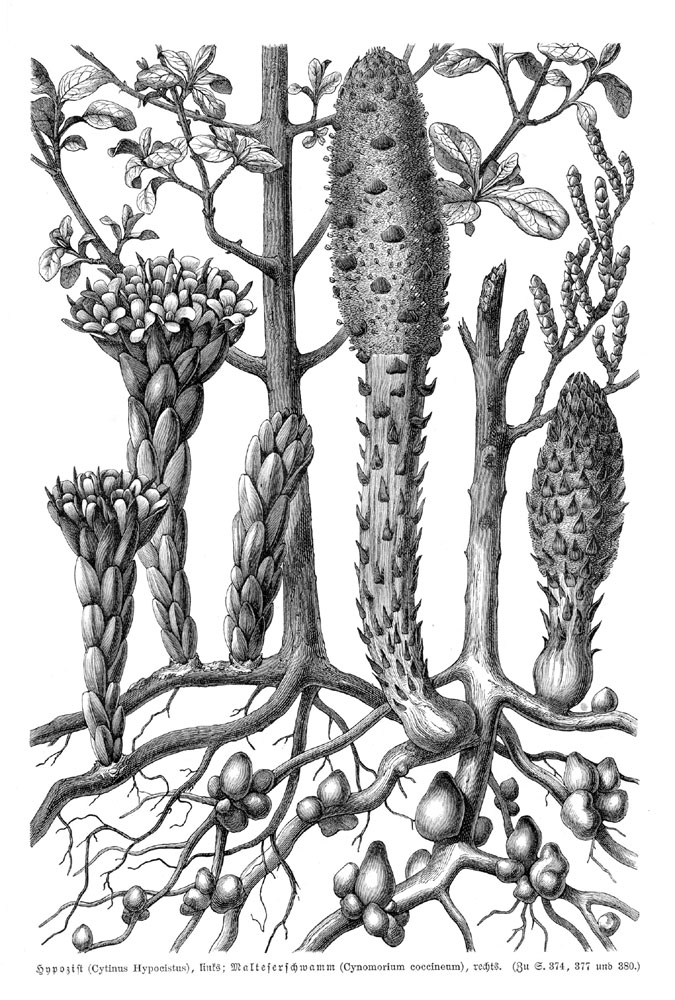
"Malteserschwamm" (amb "Cytinus hypocistus"  [sic], esquerra) de Pflanzenleben: Erster Band: Der Bau und die Eigenschaften der Pflanzen, per Anton Joseph Kerner von Marilaun and Adolf Hansen (1913)

## Ingredients actius
Cynomorium conté antocians, glucòsids, saponines, triterpenoides i lignans.